# クラリネット五重奏曲 (ウェーバー)
《クラリネット五重奏曲》変ロ長調 作品34（J.182）は、カール・マリア・フォン・ウェーバーが作曲したクラリネットと弦楽四重奏のための室内楽曲。

## 概要
ハインリヒ・ヨーゼフ・ベールマンのために1811年に作曲が始められたが、ウェーバーの生活が安定しなかったため作曲は遅れ、1813年2月14日のベールマンの誕生日に第3楽章までが贈られた。その後1815年8月25日のベールマンの聖名祝日に第4楽章が贈られ、同年中に初演も行われた。
クラリネット五重奏曲の編成の代表的作品として、ヴォルフガング・アマデウス・モーツァルトのK.581、ヨハネス・ブラームスの作品115と並んでよく演奏される。
しかしクラリネットに高度な技巧を要求される反面、弦楽が比較的単純な伴奏に回る場面が多く、弦楽との室内楽的な調和を見せる上記の作品と比べると、書法は協奏曲に近い。実際に、編曲により、弦楽パートを弦楽合奏に変えたクラリネット協奏曲の形式での録音も少なくない。

## 楽曲構成
4楽章からなり、演奏時間は25分程度。
- 第1楽章　アレグロ

変ロ長調、4/4拍子。ソナタ形式。弦の和音に続いてクラリネットが静かに登場し、すぐに支配を確立する。第二主題はチェロとクラリネットが掛け合って始まるが、主導権はあくまでクラリネットにある。技巧的なパッセージが華やかに繰り広げられ、冒頭の楽想が短く再現されて終わる。
- 第2楽章　幻想曲、アダージョ・マ・ノン・トロッポ

ト短調、2/4拍子。三部形式。カンタービレや音色表現にも優れていたベールマンの技量を背景に、クラリネットが憂鬱な表情で歌う。後半に現れる急速な半音階が劇的な瞬間を作り出す。
- 第3楽章　メヌエット・カプリチオ、プレスト

変ロ長調、3/4拍子。メヌエットと題されているが、付点二分音符＝92というきわめて急速なテンポが指示されており、実質はスケルツォに近い。ヘミオラやシンコペーションが多用され、しばしば予測の難しい展開をする。トリオは穏やかな動きになり、半音階的な動機が頻繁に現れる。
- 第4楽章　ロンド、アレグロ・ジョコーソ

変ロ長調、2/4拍子。弦の奏するギャロップのリズムに乗って活発なロンド主題が現れる。旋律的な動きをする第二エピソードを除き、第1楽章同様に華やかなパッセージが続く。コーダでは音形がより細かくなり、その勢いを保ったまま終結する。